# Miloš Degenek
Miloš Degenek (serbisch-kyrillisch Милош Дегенек; * 28. April 1994 in Knin) ist ein australisch-serbischer Fußballspieler. Er steht seit Januar 2025 beim FK TSC unter Vertrag.

## Leben
Degenek wurde 1994 während des Kroatienkrieges in Knin geboren. Seine Familie gehört der serbischen Bevölkerungsgruppe an und floh vor dem Kroatienkrieg 1995 nach Belgrad, wo sie in Armut lebte und 1999 während des Kosovokriegs einen Luftangriff der NATO miterlebte. Im Folgejahr wanderte er mit seinen Eltern nach Sydney, Australien, aus.

## Karriere

### Verein
In der Jugend spielte Degenek zunächst für die Westfields Sports High School und das Australian Institute of Sport. 2012 wechselte er zum VfB Stuttgart. Für die Stuttgarter spielte Miloš Degenek in der Saison 2012/13 in der A-Junioren-Bundesliga.
Am 26. Juli 2013 am 2. Spieltag der Saison 2013/14 gab Degenek für die zweite Mannschaft des VfB Stuttgart in der 3. Profi-Liga gegen den SV Darmstadt 98 sein Profidebüt.
Zur Saison 2015/16 wechselte Degenek zum TSV 1860 München. Im Januar 2017 schloss er sich den Yokohama F. Marinos an.
Zum Beginn der Saison 2018/19 unterschrieb Degenek beim FK Roter Stern Belgrad. 2019 wechselte er zu Al-Hilal nach Saudi-Arabien kehrte aber noch im selben Jahr zunächst auf Leihbasis und kurze Zeit später fest nach Belgrad zurück
Im Januar 2022 wechselte er in die Major League Soccer zu Columbus Crew.
Im Sommer 2023 kehrte er zum dritten Mal zu Roter Stern Belgrad zurück. Im Januar 2025 wechselte er innerhalb Serbiens zum FK TSC.

### Nationalmannschaft
Im April 2009 führte Degenek die U-15-Nationalmannschaft von Australien in zwei Freundschaftsspielen gegen Japan als Kapitän aufs Feld. Am 6. Oktober 2009 absolvierte Miloš Degenek in der Qualifikation zur U-16-Asienmeisterschaft 2010 gegen Laos sein Pflichtspieldebüt für die australische U-16-Nationalmannschaft. Seinen ersten Treffer für die australische U-16 erzielte er am 16. Oktober 2009 beim 2:1-Sieg im Qualifikationsspiel gegen Malaysia. Im Hauptturnier der U-16-Asienmeisterschaft 2010 schied Degenek mit Australien im Halbfinale gegen Usbekistan aus und qualifizierte sich für die U-17-Weltmeisterschaft. Für das U-17-Nationalteam von Australien absolvierte Degenek bei der U-17-Weltmeisterschaft 2011 zwei Einsätze.
Im Oktober 2012 wurde Miloš Degenek in die U-19-Nationalmannschaft von Serbien berufen, mit der er an einem UEFA-Turnier in Litauen für Mannschaften mit einem Freilos in der ersten Qualifikationsrunde zur U-19-Europameisterschaft 2013 teilnahm. Degenek debütierte für die serbische U-19 am 11. Oktober 2012 gegen die Türkei im ersten Spiel dieses Turniers, aus dem er mit Serbien als Turniersieger hervorging.
Im August 2015 wurde Degenek für die australische U-23-Nationalmannschaft nominiert.
Am 29. August debütierte Degenek für die australische Fußballnationalmannschaft in einem Freundschaftsspiel gegen England. Bei der 1:2-Niederlage der Australier bereitete Degenek ein Eigentor von Eric Dier vor. Außerdem stand er im Kader für die Fußball-Weltmeisterschaft 2018 in Russland, bei der Australien in der Vorrunde nach zwei Niederlagen gegen Frankreich und Peru und einem Unentschieden gegen Dänemark noch in der Vorrunde ausschied. Degenek kam jedoch nicht zum Einsatz.